# Doratura

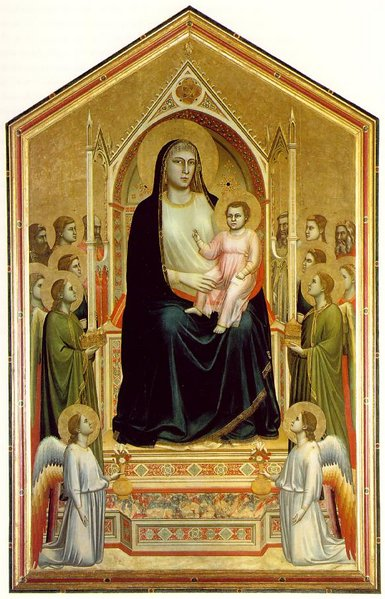
La Maestà di Ognissanti di Giotto su tavola dorata.

La doratura è un processo di decorazione ornamentale usato su diversi materiali e con diverse tecniche per impreziosire un oggetto tramite l'apposizione di un sottilissimo strato di oro, detto "foglia oro". Più raramente sono usati sostituti per l'oro, quali leghe che simulano il color oro, argento o rame.
I suoi usi principali sono nella produzione di volumi di pregio per bibliofili, nella decorazione di mobili di lusso e nell'arte.
La doratura era una tecnica molto diffusa nell'arte e nell'architettura medievale, specialmente in quelle bizantina e rinascimentale, dove la foglia d'oro veniva usata nei dipinti su tavola di legno, per esaltare l'effetto visivo delle aureole dei santi, o il brillare del sole: l'inattaccabilità alla corrosione dell'oro ha permesso a queste tavole di giungere fino ad oggi con immutato splendore.
Esistono diverse tecniche di doratura, che non vanno confuse con la tecnica della placcatura, che prevede l'applicazione meccanica di uno strato d'oro misurabile in 1 o 2 decimi di mm di spessore.

## Doratura a guazzo
La doratura a guazzo è la tecnica tradizionale, la più difficile, usata sin dal 1200 dai grandi artisti italiani ed europei.
La decorazione in oro arricchiva il dipinto sia materialmente che artisticamente, donando luminosità all'opera ed esaltando i colori della parte a pittura. Non sono rari i casi di tavole in cui tutto il fondo, ad eccezione del santo rappresentato, è interamente dorato.
Nella doratura a guazzo l'oro è steso per primo sulla tavola, ed in seguito si passa alla pittura vera e propria.
La tavola è preparata incidendo il bordo dell'area da dorare, dopo di che si applica un composto adesivo ed infine la lamina metallica.
Il substrato usato in passato era composto da acqua, albume d'uovo montato a neve e bolo, un composto di argilla grassa e finissima; oggi la composizione è cambiata, e si usa dare due strati, eventualmente preceduti da un trattamento antitarlo.
Per primo uno strato (Ammanitura o imprimitura) di solfato di calcio idrato, detto anche Gesso di Bologna, bianco di Meudon(non è solfato di calcio ma carbonato, troppo duro per la doratura a bolo) o bianco di Spagna(idem), scaldato a bagnomaria con colla animale. Necessita solitamente di 2-5 mani di stesura, e va levigato con grande cura per lasciare la tavola perfettamente liscia.  Per la levigatura, in gergo detta scartatura, attualmente si utilizza la carta vetrata, ma in antico si usava lo smeriglio, ossia pelle di squalo (in particolare, di pesce smeriglio) essiccata. In seguito si passa il bolo d'argilla: la polvere di argilla (pigmento colorato) è mescolata con acqua e colla animale (in genere di coniglio o pesce) in proporzione rispettivamente di 6:10:1 o 7:8:1. In alternativa esiste anche il bolo sintetico acrilico, già pronto. Il bolo influenza il colore finale della doratura, per cui a seconda della necessità può essere giallo (oro brillante), rosso (oro scuro) o nero (oro antico).
Esistono anche tecniche particolari, usate per lavorazioni specialistiche, tra cui l'applicazione del cosiddetto bolo armeno (un'argilla particolare, color terra di Siena disponibile in blocchi da sbriciolare) o l'uso di colle di pesce invece che di coniglio, più resistenti e stabili ma difficili da applicare.
Solo con una tavola perfettamente liscia si può procedere alla doratura vera e propria, cioè l'apposizione di lamine sottilissime di oro zecchino, trasferite con grande cura dalla base in carta alla tavola inumidita tramite un coltello sottile (coltello da doratore) o un pennello morbido. Prima di questa operazione è indispensabile stendere una sottilissima passata di guazzo, un composto di alcol, acqua e colla di coniglio in rapporto rispettivamente di 80:200:1. Molto spesso è usata anche una miscela detta tempera, composta da acqua con una piccola parte di colla di pesce. Il guazzo o la tempera sono stesi immediatamente prima dell'applicazione dell'oro. Una volta posizionata, la foglia può essere sagomata col medesimo coltello.
Le foglie devono essere sovrapposte di un paio di millimetri, per evitare inestetismi e distacchi. Il foglio usato può essere di diverso tipo e valore, dall'oro a 22 o più carati, alle imitazioni di argento.
Si procede all'asciugatura in aria e alla levigatura dello stesso con uno strumento detto brunitoio, in pietra dura (agata) o osso.
Una volta applicata la foglia d'oro vi si possono realizzare differenti trattamenti di finitura. I più comuni sono:
- porporina: si distribuisce sulla superficie una polvere finissima che colora e riempie le crepe del materiale (in genere la ceramica); a seconda del colore (oro, argento o bronzo) si può usare per esaltare l'effetto craklè o per uniformare il colore della superficie; necessita di un substrato detto missione;
- brunitura: da farsi una volta asciutta la colla, consiste nello sfregamento della lamina con un attrezzo detto brunitoio (composto da un manico in legno e una testa in agata sagomata); lo sfregamento serve a levigare la lamina d'oro e a renderla lucida; la brunitura va effettuata lavorando in diversi sensi, per non lasciare tracce di striature; è omessa per particolari effetti "anticati";
- velatura: la velatura serve per proteggere la doratura dall'invecchiamento e per ridurre la lucentezza dell'oro brunito. Può essere effettuata con una stesura leggerissima di cera, con gommalacca, vernice mecca o con altre sostanze. Non è strettamente necessaria, ma favorisce il mantenimento della lucentezza nel tempo;
- invecchiamento: durante il restauro è necessario rendere la lamina nuova omogenea con quella originale rimasta; si spennella una soluzione di bitume in acquaragia, o una apposita vernice del colore corretto, cercando di non lasciare striature; data la prima passata a pennello si può procedere con del cotone per uniformare la stesura;
- decorazione: sulla foglia in oro possono essere applicati stampi a pressione e sigilli per decorare il pezzo prodotto.

Una variante della doratura a guazzo è la doratura a spolvero, che invece delle foglie d'oro utilizza sottili polveri metalliche applicate a caduta sulla base di bolo e collante.

## Doratura a missione

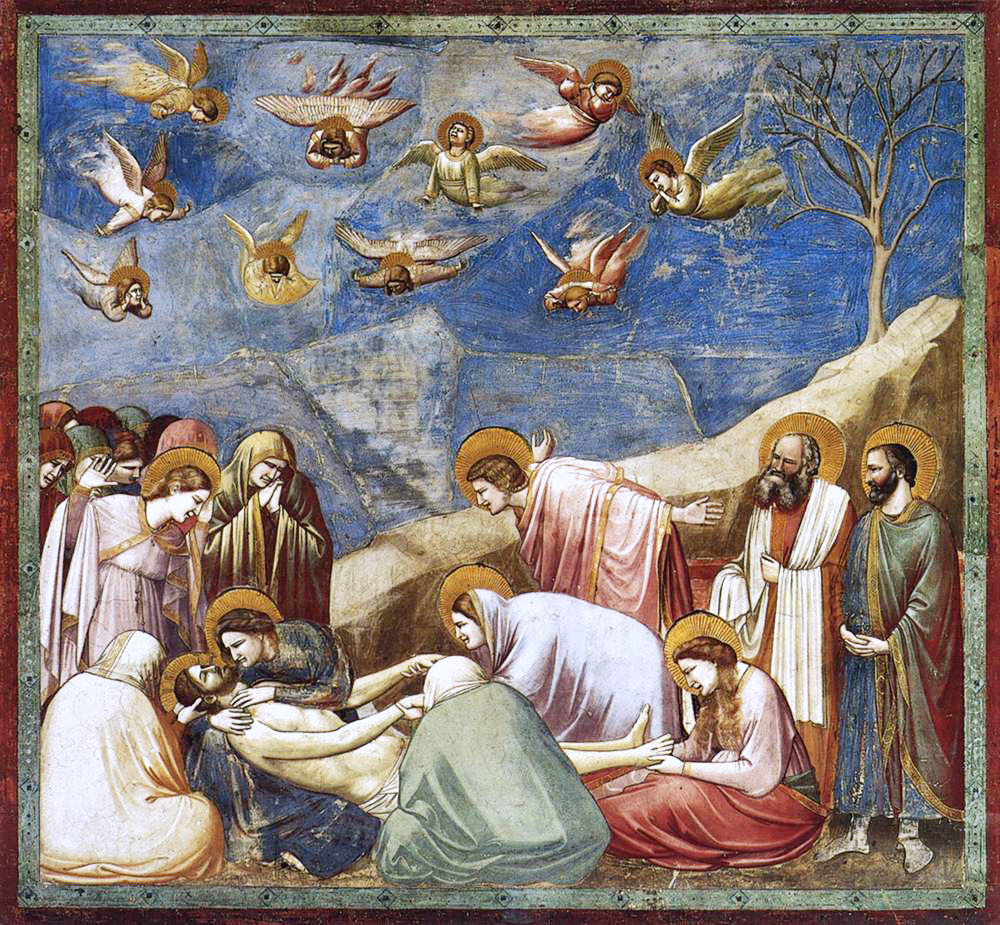
L'affresco della Deposizione degli Scrovegni di Giotto con dettagli in oro.

La missione è uno speciale composto usato per applicare la doratura su parti ridotte: era una tecnica usata prevalentemente nel XVIII secolo, per impreziosire piccole parti di dipinti.
È necessario isolare il fondo della tavola con qualche stesura di colore acrilico, da levigare una volta conclusa l'applicazione.
La missione è una colla di olio di lino, resina e pigmenti, che va distribuita con cautela con una o due mani di pittura, usando un pennello piccolo e morbido. Oggi esistono anche missioni viniliche, più rapide da applicare dato che non necessitano di pre-asciugatura, ma il cui effetto è meno luminoso.
Una volta applicata si lascia asciugare parzialmente (fino a 12 o 24 ore) e si sovrappone la foglia d'oro. Premendo con del cotone si fa aderire su tutta la superficie, dopo di che si spolvera con un altro pennello morbido per togliere le impurità.
È una tecnica di applicazione più semplice, ma è inadatta a grandi coperture. Un altro limite è l'impossibilità di effettuare la brunitura, data la mancanza del bolo sottostante, che impedisce di ottenere un effetto molto brillante.
È detta anche doratura a mordente.

## Doratura a conchiglia e a pastiglia
La doratura a conchiglia è una tecnica piuttosto semplice. Si tratta di applicare una vernice composta da polvere d'oro mista a un legante (gomma arabica), stendendola a pennello.
In passato era comune, specie nel medioevo una variante di questo tipo di applicazione, detto a pastiglia: invece di una semplice vernice si preparava un composto pastoso, con gesso, farine e colle da plasmare in strati più o meno spessi e poi rivestire con la foglia d'oro.

## Doratura galvanica
Si tratta di un procedimento galvanico, e come tale è adatto solo all'uso su metalli. Un elemento metallico viene immerso in un bagno galvanico e attraversato da correnti elettriche. Le correnti passando da un elettrodo in oro all'altro elettrodo (l'oggetto immerso) apportano particelle di materiale sull'oggetto da dorare.
Il risultato è uno strato molto uniforme nonostante sia sottilissimo, si tratta di una tecnica relativamente semplice che si presta all'uso su oggetti da indosso (orecchini, anelli etc) che possono essere d'argento o metallo non nobile, più raramente viene usata per uniformare il colore degli oggetti in oro. 

La doratura viene utilizzata, oltre che per scopi ornamentali, anche per scopi tecnici; ad esempio, dove necessitasse una buona conducibilità elettrica come nei contatti con basse correnti oppure dove necessitasse una buona resistenza alla corrosione come nelle membrane di acciaio per pompe a contatto con agenti corrosivi.

I bagni di doratura si possono raggruppare in base alle diverse soluzioni che intervengono, apportando proprietà differenti tra loro:
- Bagni al cianuro, (scopo decorativo);
- Bagni usualmente al cianuro;
- Bagni acidi;
- Bagni noti come «Neutral or acid fine gold processes»;
- Bagni di recente messa a punto di tipo acido.

### Storia
La doratura galvanica nasce in Italia nel 1802; presso l'università di Pavia, Luigi Valentino Brugnatelli conduce il primo esperimento di doratura galvanica utilizzando la neonata pila galvanica, messa a punto da Alessandro Volta del quale Brugnatelli era amico e collaboratore.
La soluzione adoperata era a base di fulminato di oro, che impropriamente egli chiamava "ammoniuro di oro".
Il lavoro di Brugnatelli, pubblicato negli "annali della chimica" dell'università di Pavia, rimase quasi sconosciuto a causa del rifiuto dello studioso di inviare copia del suo lavoro all'Accademia di Francia, per ritorsione del Brugnatelli contro Napoleone Bonaparte che aveva ironizzato pesantemente sui chimici italiani.

## Doratura a fuoco
La doratura a fuoco o amalgama, o doratura al mercurio è una tecnica di doratura dei metalli.
Si prepara un composto di doratura con oro e mercurio, dopo di che si bagna uniformemente a spruzzo l'oggetto da dorare con acido nitrico.
Si rivestono le superfici destinate alla doratura col composto oro-mercurio, e si pone in forno. il mercurio evapora, e l'oro rimane applicato sulla superficie.
Ebbe grande diffusione nel XVIII secolo, specie in Francia, dove divenne una delle tecniche standard per la produzione di suppellettili in stile Impero.
Oggi è un processo utilizzato esclusivamente in ambito industriale, da non affettuare assolutamente in privato e senza strumentazione adeguata, dato che fa uso di sostanze altamente tossiche, corrosive e molto inquinanti. Per queste ragioni è poco diffuso, soppiantato dal procedimento galvanico.

## Doratura su pelle
La creazione di decorazioni dorate su vari tipi di pelle, in special modo il cuoio, si effettua a caldo per mezzo di punzoni roventi. La tecnica, importata dal vicino oriente e dalla Spagna, destinata a creare soprattutto elementi per l'arredamento, era in gran voga già nella Venezia del XV secolo. Qui l'arte dei cuoridoro era associata con altre arti della decorazione nella scuola dei depintori. Attualmente la tecnica, destinata principalmente alla creazione di rilegature di pregio, sopravvive nella tradizione fiorentina.

## Doratura su carta
La doratura della carta è un processo usato soprattutto per la produzione di manoscritti e prodotti cartacei di pregio. La tecnica nasce come arricchimento delle illustrazioni miniate su pergamena dove veniva applicata a freddo con l'ausilio di un collante (o una pastiglia così da ottenere leggeri rilievi) e successivamente lucidata o anche operata con trame. Attualmente la doratura sulla superficie del taglio delle pagine può essere effettuata tramite un particolare tipo di lavorazione detto taglio oro libro o in falso oro detto labbratura.